# (73835) 1996 EN15
(73835) 1996 EN15 – planetoida z pasa głównego asteroid okrążająca Słońce w ciągu 4,43 lat w średniej odległości 2,7 j.a. Odkryta 12 marca 1996 roku.